# The Poseidon Adventure (1972)
The Poseidon Adventure (1972) is een rampenfilm over de ondergang van een groot passagiersschip. De film is gebaseerd op de gelijknamige roman van Paul Gallico uit 1969.
De film was gemaakt voor een budget van 5 miljoen dollar en maakte een winst van 84 miljoen dollar. Hiermee was het de succesvolste film van 1972. 
Hoewel de film in zijn soort niet de eerste was van dat decennium (dat is Airport uit 1970), wordt het wel gezien als de eerste film die de conventies vaststelde waaraan een rampenfilm moest voldoen. 
Vandaag de dag geniet The Poseidon Adventure de reputatie van een legendarische cult-klassieker. De film heeft ook een aantal eigen fanclubs.

## Verhaal
Het gigantische passagiersschip S.S. Poseidon vaart over de Middellandse Zee op zijn laatste reis van New York naar Athene, met aan boord 1400 opvarenden. Het verouderde schip heeft nog maar drie dagen te varen; bij aankomst zal het worden ontmanteld. Kapitein Harrison ontdekt dat de stabilisatieroeren defect zijn, hierdoor ligt het schip erg onstabiel in het water. Hij kaart het probleem aan bij de reder, maar die vindt het onnodig om nog een extra dure reparatie te gaan uitvoeren op een schip dat snel gesloopt zal worden. 
Op oudejaarsavond zijn alle passagiers bijeen in de grote balzaal voor een groot nieuwjaarsfeest. Harrison is met zijn bemanning op de brug als hij het bericht binnenkrijgt dat er op de bodem van de zee een aardbeving heeft plaatsgevonden, die een hevige vloedgolf heeft veroorzaakt. Terwijl de nietsvermoedende passagiers vrolijk feestvieren en de vloedgolf razendsnel nadert, probeert de kapitein zijn schip met de achtersteven naar de golf toe te sturen om zo op de golf mee te kunnen varen. Door de defecte stabilisatieroeren blijft de Poseidon echter dwars in de golf liggen, waardoor het schip vol wordt getroffen. Hierdoor kapseist het en komt volledig ondersteboven in het water te liggen. Harrison en iedereen die bij hem in de kajuit was worden op slag gedood door het binnenkomende water. In de feestzaal komt een deel van de aanwezigen om het leven.
Slechts een handjevol passagiers heeft de ramp overleefd. De meesten van hen bevonden zich in de eetzaal. Terwijl het schip in snel tempo volstroomt, moeten de overlevenden hun weg naar wat nu de bovenkant van het omgeslagen schip is zien te vinden; een zeer gevaarlijke opgave omdat het schip, door de uitgevallen stroom en het omgekeerde interieur, is veranderd in een doolhof. De meeste passagiers in de zaal willen hulp afwachten. Een klein groepje, geleid door de dominee Frank Scott, ontsnapt naar de keuken door via de kerstboom uit de zaal weg te klimmen. Direct hierna stroomt het water de zaal binnen. De achterblijvers stoten de kerstboom om in hun paniek, waarmee ze hun enige uitweg vernietigen en opgesloten raken, gedoemd te verdrinken. Een deel van hen blijkt het later overleefd te hebben, maar zij gaan niet met de andere groep onder leiding van Scott mee en zoeken een andere uitweg. 
Onder leiding van de dominee beginnen de tien passagiers die dankzij de kerstboom zijn ontsnapt – het bejaarde joodse echtpaar Rosen, het echtpaar Mike en Linda Rogo (een detective en een ex-prostituee), de twee kinderen Susan en Robin Shelby, de zangeres Nonnie Parry, de modehandelaar James Martin en een kelner, Acres – aan de gevaarlijke tocht. Ze moeten nauwe ventilatieschachten, volstromende gangen en brandende half-ingestorte trappenhuizen trotseren. Tijdens deze hindernissen komt Acres om het leven. Uiteindelijk moeten de negen overgeblevenen een enorme afstand onder water zwemmen. De bejaarde Belle Rosen ontpopt zich hier als heldin: als Scott onder water vastzit blijkt ze een voormalig zwemkampioene te zijn. Ze zwemt moeiteloos door de smalle ondergelopen gangen en spant een touw waarmee de andere overgebleven passagiers door het water kunnen worden getrokken. Deze heldendaad bekoopt ze echter met haar leven: de inspanning die ze niet meer gewend is, bezorgt haar een hartstilstand. Voor ze sterft geeft ze aan Scott haar hanger, die de dominee aan haar man moet geven voor hun kleinkind. Bij een nieuwe explosie even later komt ook Linda Rogo om het leven; Mike is woedend op Scott en noemt hem Linda's moordenaar.
De zeven overlevenden die er nu nog zijn bereiken de brandende machinekamer. Van hieruit moeten ze in de schacht van de scheepsschroef zien te komen: dit is het gedeelte waar de scheepsromp het dunst is. De as van de schroef blijkt nog te draaien en de knop om deze uit te zetten hangt op enkele tientallen meters hoogte (eigenlijk de bodem van de machinekamer). Scott klimt omhoog en besluit zijn eigen leven op te offeren voor de anderen: hij springt naar de knop toe en drukt deze in, terwijl hij intussen God aanroept. Dan valt hij naar beneden, zijn dood tegemoet. 
Nu de schroef is gestopt met draaien, klimmen de overlevenden in de schroefschacht. Ze blijven urenlang wachten en horen dan voetstappen op het metaal: iemand loopt op de bovenkant (de kiel) van het schip. Ze kloppen op het metaal en er wordt teruggeklopt. Met een snijbrander wordt er een gat in de scheepsbodem gebrand. Een helikopter met aan boord reddingswerkers landt op de kiel, en de zes overgebleven overlevenden worden nog op tijd meegenomen voordat het schip zinkt. Er is verder niemand anders meer gered van de 1400 opvarenden, ook niet onder de andere groep die de volstromende feestzaal nog kon ontvluchten.

## Rolverdeling
| Acteur            | Personage           |
| ----------------- | ------------------- |
| Leslie Nielsen    | Kapitein Harrison   |
| Gene Hackman      | Dominee Frank Scott |
| Ernest Borgnine   | Mike Rogo           |
| Red Buttons       | James Martin        |
| Carol Lynley      | Nonnie Parry        |
| Roddy McDowall    | Acres               |
| Stella Stevens    | Linda Rogo          |
| Shelley Winters   | Belle Rosen         |
| Jack Albertson    | Manny Rosen         |
| Pamela Sue Martin | Susan Shelby        |
| Arthur O'Connell  | Chaplain            |
| Eric Shea         | Robin Shelby        |
| Fred Sadoff       | Linarcos            |

## Achtergrond

### Productie
Voor de beginscènes op het dek, waarin de Poseidon nog gewoon vaart, is wel een echt schip gebruikt. Hiervoor filmde men aan boord van het museumschip Queen Mary. Dit schip lag aangemeerd in de haven en dus kon men alleen van een kant filmen: zodat de open zee te zien is en niet, zoals aan de andere kant, de haven. De scènes waarin het schip zinkt werden gefilmd met een 9 meter lang schaalmodel. Dit model van de Poseidon is overigens ook een kopie van de Queen Mary. Het model werd in een zwembad geplaatst en met behulp van een waterpomp werd een monstergolf nagebootst. Met vuurwerk werd het schip tot ontploffen gebracht.
Voor iedere scène werden twee versies van een decor gemaakt: een die rechtop stond en een die omgekeerd was. Tijdens de kapseisscène is te zien dat de balzaal van het schip 180 graden omkeert. In werkelijkheid was dit anders: met behulp van luchtdrukpompen werd de vloer van de balzaal slechts 30 graden gedraaid. Hierdoor vielen stoelen en tafels om en verschoven de piano en kerstboom. De acteurs maakten valbewegingen en de camera draaide 180 graden. Vervolgens monteerde men een exterieur shot van het kapseizende schip ertussendoor en daarna knipte men terug naar het tweede decor, de omgekeerde balzaal. In de film wordt dan de illusie gewekt dat de hele balzaal is omgedraaid.
Hoewel de speciale effecten en decors destijds als baanbrekend werden gezien, worden ze in de 21e eeuw gezien als verouderd en erg kitscherig. De decors en kostuums zijn op en top jaren 70, het decor is duidelijk van bordkarton gemaakt en de speciale effecten zijn duidelijk een schaalmodel. Juist deze mankementen zorgen voor de hoge waardering die de film van cultliefhebbers krijgt. Het is een camp-klassieker geworden.
Leslie Nielsen speelde in deze film als kapitein Harrison een van zijn weinige serieuze rollen.

### Diepere betekenis
Hoewel de makers van de film altijd hebben volgehouden dat The Poseidon Adventure niets anders is dan gewoon pretentieloos vermaak, zijn er mensen die dubbele bodems in de film menen te zien. Zo lijkt er sprake van een duidelijke parallel met het Bijbelse verhaal van de Ark van Noach. In dat verhaal strafte God de mensheid voor haar zonden door een vloedgolf te creëren. Slechts een klein groepje mensen dat vanwege hun goede karakter mocht blijven leven, was uitverkoren om te blijven leven. Men vindt het dan ook geen toeval dat de leider van de overlevenden een dominee is die zichzelf opoffert om de levens van anderen te redden. De film lijkt hiermee de boodschap "doe altijd wat de dominee zegt en je zult in leven blijven" uit te dragen. De naam van het schip is ook symbolisch: Poseidon is de Griekse god van de zee.

### Onwaarschijnlijkheden
Veel critici onderzoeken graag de vele onwaarschijnlijkheden die de film bevat. Zo kan een vloedgolf die is veroorzaakt door een aardbeving, een tsunami, in werkelijkheid nooit zo hoog worden midden op zee. Bij een aardbeving ontstaat er slechts een subtiele trilling op zee, pas als de trilling de kust bereikt ontstaat er een vloedgolf. Inmiddels is echter ook het bestaan van monstergolven onderkend.
Een ander onwaarschijnlijk element is de manier waarop de Poseidon kapseist: een schip kan in werkelijkheid nooit ondersteboven in het water terechtkomen als het niet eerst bijna helemaal is volgestroomd. Een realistischer scenario is dat het schip in zo'n geval eerst omslaat en, nadat de vloedgolf weggetrokken is, terugkantelt om weer op zijn oude plek te belanden. Zou het schip volstromen met water, dan zou het in ieder geval nog enige tijd duren voordat het ondersteboven zou raken. De passagiers hadden dan echter ruimschoots de kans gehad om weg te komen.
Een derde onwaarschijnlijkheid is de brand die in het schip woedt. Vuur verbruikt zuurstof en aangezien het schip ondersteboven ligt, kan er geen nieuwe zuurstof worden toegevoerd. De passagiers zouden daardoor in werkelijkheid eerder door verstikking om het leven komen, nog voordat ze zouden kunnen ontsnappen.

## Ontvangst
Veel critici beschouwden The Poseidon Aventure als de beste rampenfilm uit de jaren 70. Dit vooral vanwege de claustrofobische sfeer en het spannende gegeven: een race tegen de klok terwijl men opgesloten zit in een duister doolhof vol gevaarlijke hindernissen. Daarnaast bevat de film een aantal beginscènes waarin de personages geïntroduceerd worden, tussen de actiescènes zitten ook veel rustige scènes waarin de personages verder worden uitgewerkt en waarin hun psychische reacties op de ramp voorkomen.

## Spin-off
Het succes van The Poseidon Aventure maakte dat er in de jaren daarna in snel tempo een hele reeks rampenfilms werd gemaakt. Hierdoor maakte dit genre in de jaren zeventig een echte bloei door.
Producent Irwin Allen zou na het succes van The Poseidon Adventure later ook The Towering Inferno maken, een rampenfilm die vaak wordt gezien als de tegenhanger van Poseidon. Ook produceerde hij een reeks minder succesvolle rampenfilms zoals The Swarm en When Times Run Out. Tevens maakte hij Beyond the Poseidon Adventure, een geflopt vervolg op The Poseidon Adventure. Door al deze films kreeg Allen de bijnaam Master of Disaster.

## Prijzen en nominaties
| jaar | prijs             | categorie                                          | genomineerde(n)                    | uitslag     |
| ---- | ----------------- | -------------------------------------------------- | ---------------------------------- | ----------- |
| 1973 | Academy Award     | Beste originele nummer (The Morning After)         | Al Kasha, Joel Hirschhorn          | gewonnen    |
| 1973 | Academy Award     | Beste visuele effecten (Special Achievement Award) | L.B. Abbott, A.D. Flowers          | gewonnen    |
| 1973 | Academy Award     | Beste vrouwelijke bijrol                           | Shelley Winters                    | genomineerd |
| 1973 | Academy Award     | Beste artdirection                                 | William J. Creber, Raphael Bretton | genomineerd |
| 1973 | Academy Award     | Beste cinematografie                               | Harold E. Stine                    | genomineerd |
| 1973 | Academy Award     | Beste kostuumontwerp                               | Paul Zastupnevich                  | genomineerd |
| 1973 | Academy Award     | Beste montage                                      | Harold F. Kress                    | genomineerd |
| 1973 | Academy Award     | Beste originele dramatische muziek                 | John Williams                      | genomineerd |
| 1973 | Academy Award     | Beste geluid                                       | Theodore Soderberg, Herman Lewis   | genomineerd |
| 1973 | Eddie             | beste gemonteerde film                             | Harold F. Kress                    | genomineerd |
| 1973 | BAFTA Award       | beste acteur                                       | Gene Hackman                       | gewonnen    |
| 1973 | BAFTA Award       | Beste vrouwelijke bijrol                           | Shelley Winters                    | genomineerd |
| 1973 | Golden Globe      | Beste vrouwelijke bijrol – film                    | Shelley Winters                    | gewonnen    |
| 1973 | Golden Globe      | Beste film – drama                                 | -                                  | genomineerd |
| 1973 | Golden Globe      | Beste originele muziek                             | John Williams                      | genomineerd |
| 1973 | Golden Globe      | Beste originele lied                               | Al Kasha, Joel Hirschhorn          | genomineerd |
| 1973 | Golden Reel Award | Beste geluidsmontage – dialoog                     | -                                  | gewonnen    |
| 2006 | Satellite Award   | Beste DVD Extras                                   | -                                  | genomineerd |

## Remake
Het verhaal werd in 2005 opnieuw verfilmd door John Putch.